# タクシードライバー (1976年の映画)
『タクシードライバー』（原題: Taxi Driver）は、1976年公開のアメリカ映画。監督はマーティン・スコセッシ。脚本はポール・シュレイダー。主演はロバート・デ・ニーロ。製作はマイケル・フィリップス、ジュリア・フィリップス。コロムビア映画配給。
監督スコセッシ、脚本シュレイダー、主演デ・ニーロのゴールデントリオによる作品の嚆矢であり、この後、同じ組み合わせによる作品が複数制作された。
第29回カンヌ国際映画祭パルム・ドール受賞作品。また、1994年にアメリカ議会図書館がアメリカ国立フィルム登録簿に新規登録した作品の1つ。スティーヴン・シュナイダーの「死ぬまでに観たい映画1001本」にも掲載されている。
当時、弱冠13歳だったジョディ・フォスターがコールガールの役を演じたことも大いに話題となった。

## ストーリー
ニューヨークにある小さなタクシー会社に運転手志望の男性が現れた。ベトナム戦争帰りの元海兵隊員と称するトラヴィス・ビックル（ロバート・デ・ニーロ）は、戦争による深刻な不眠症をわずらっているため定職に就くこともままならず、タクシー会社に就職。社交性にやや欠け、同僚たちから守銭奴とあだ名されるトラヴィスは、余暇はポルノ映画館に通って映像を漫然と眺めたり、深い闇に包まれたマンハッタンを当てもなく運転する、という孤独の中にあった。そして、そこで目にする麻薬と性欲に溺れる若者たちや盛り場の退廃ぶりに嫌悪を示していた。
ある日、トラヴィスは次期大統領候補、チャールズ・パランタイン上院議員の選挙事務所付近を通りかかる。彼はそこで勤務するベッツィー（シビル・シェパード）に魅かれ、彼女をデートに誘う。徐々に懇意になっていく2人だったが、トラヴィスは日頃の習性でベッツィーとポルノ映画館に入り、激昂させてしまう。以来、どうなだめても応じず、思うようにことが運ばない彼はついに選挙事務所に押し掛け「殺してやる」と罵るのであった。
トラヴィスの不眠症は深刻さを増し、心はすさんでいく一方であった。そんな中、トラヴィスのタクシーに突如幼い少女が逃げ込んできた。ジゴロのような男が彼女を連れ戻すが、トラヴィスはこれをきっかけにある決断をした。同僚から紹介された裏のルートから4挺の拳銃を仕入れ、そでの中に隠した拳銃を瞬時に手のひらまでスライドさせる装置を自作し、射撃の訓練となまった肉体の強化に励んだ。「俺に用か？俺に向かって話しているんだろう？どうなんだ？」トラヴィスは鏡の前で、半狂人と化した自身の鏡像を前に不敵な笑いを浮かべ、あるいは怒りに満ちた表情で瞬時に拳銃を突き出すのであった。
そんな中、トラヴィスは行き付けの食料品店で強盗事件に出くわした。彼は咄嗟に拳銃を取り出し犯人を撃ち、店主は拳銃の所有許可を持たないトラヴィスをその場から逃がす。刑事気取りの彼は偶然にもいつかの少女と会う。トラヴィスは買春客を装ってアイリスと名乗る少女（ジョディ・フォスター）に近付き、翌日デートに誘うと、売春で稼ぎ学校にも行かない生活をやめるように説得した。アイリスは、ヒモの男と恋愛し、生活援助をしてもらっていると思っていて、ヒモに騙され利用されていることに気づいていない。しまいには「あんたってsquare（くそまじめなやつ）ね」と、少女にあきれられてしまうトラヴィス。
トラヴィスは浄化作戦を実行に移す。次期大統領候補であるパランタインの集会に現れたトラヴィスの出で立ちは、モヒカンにサングラス。パランタインを射殺するため近付こうとした彼は警護のシークレット・サービスに怪しまれ、何もできぬまま人混みの中を逃げ去った。その夜トラヴィスは、アイリスのヒモ、スポーツ（ハーヴェイ・カイテル）を撃つ。続いて見張り役や用心棒、さらにアイリスの眼前で売春稼業の元締めを立て続けに射殺。自らも反撃を受けて重傷を負い、その場で自殺を図るも弾切れのため果たせず、駆け付けた警官の前で昏倒する。マスコミは彼を一人の少女を裏社会から救った英雄として祭り上げ、アイリスの両親からも彼女はあれ以来真面目に学校に通うようになったと感謝の手紙が来た。
ある夜、タクシーを止め、路上で会社の同僚達と話していると、トラヴィスの車にベッツィーが乗り込む。だが彼女への興味も失せていた彼は、彼女を降ろしたあと、夜の街をタクシーで一人彷徨い続ける。

## キャスト
| 役名                                   | 俳優                   | 日本語吹替                                                   | 日本語吹替                                                     | 日本語吹替 |
| 役名                                   | 俳優                   | TBS版                                                        | ソフト版                                                       | 機内上映版 |
| -------------------------------------- | ---------------------- | ------------------------------------------------------------ | -------------------------------------------------------------- | ---------- |
| トラヴィス・ビックル                   | ロバート・デ・ニーロ   | 津嘉山正種                                                   | 宮内敦士                                                       | 青野武     |
| ベッツィー                             | シビル・シェパード     | 田島令子                                                     | 井上喜久子                                                     |            |
| アイリス                               | ジョディ・フォスター   | 冨永みーな                                                   | 木下紗華                                                       | 玉川砂記子 |
| スポーツ                               | ハーヴェイ・カイテル   | 日高晤郎                                                     | 東地宏樹                                                       |            |
| ウィザード                             | ピーター・ボイル       | 西村淳二                                                     | 浦山迅                                                         |            |
| トム                                   | アルバート・ブルックス | 野島昭生                                                     | 村治学                                                         |            |
| パランタイン上院議員                   | レナード・ハリス       | 寺島幹夫                                                     | 田原アルノ                                                     |            |
| ポルノ映画館の売店の女                 | ダイアン・アボット     |                                                              |                                                                |            |
| イージー・アンディ（銃のセールスマン） | スティーヴン・プリンス | 銀河万丈                                                     | 風間秀郎                                                       |            |
| タクシーの客                           | マーティン・スコセッシ |                                                              | 谷昌樹                                                         |            |
| ドーボーイ                             | ハリー・ノーサップ     |                                                              | 竹田雅則                                                       |            |
| メリオ                                 | ヴィクター・アルゴ     |                                                              | 小島敏彦                                                       |            |
| タクシー会社の受付                     | ジョー・スピネル       |                                                              | 丸山壮史                                                       |            |
| シークレットサービス                   | リチャード・ヒッジス   |                                                              | 木村雅史                                                       |            |
| 強盗に入る黒人                         | ナット・グラント       | 千葉繁                                                       | 西嶋陽一                                                       |            |
| 不明 その他                            | N/A                    | 久保晶 広瀬正志 笹岡繁蔵 伊井篤史 幹本雄之 尾崎桂子 上山則子 | 辻親八 星野貴紀 魚建 ふくまつ進紗 北西純子 外村晶子 世戸さおり |            |
|                                        |                        |                                                              |                                                                |            |
| 演出                                   | 演出                   | 佐藤敏夫                                                     | 高橋剛                                                         |            |
| 翻訳                                   | 翻訳                   | 木原たけし                                                   | 高間俊子                                                       |            |
| 制作                                   | 制作                   | 東北新社                                                     | グロービジョン                                                 |            |
| 解説                                   | 解説                   | 荻昌弘                                                       |                                                                |            |
| 初回放送                               | 初回放送               | 1981年10月12日 『月曜ロードショー』                          |                                                                |            |

※TBS版は40周年アニバーサリー・エディション版ブルーレイディスクの特典ディスクに再放送時の短縮版が収録
- なおTBS版は作中名シーンといわれている「You talkin' to me?」の台詞を言うシーンがカットされている。

## 日本語字幕
野中重雄

## 製作
トラヴィスとアイリス、たくさんの死体と踏み込んだ警察官たちを真上から写す場面は、空家になったアパートの上階の床をくり抜いて撮影された。同じシーンの血の生々しさから、公開にあたって、レイティング審査でXレート（＝16歳以下入場禁止）指定を受け、光学処理（リンウッド・ダンによるといわれる）で血糊の色を作り物らしく加工することでR指定を受けた。

### 配役
常に徹底した役作りで知られるデ・ニーロだが、本作の撮影に際し数週間、実際にタクシーの運転手を務め、役の研究を行った。
売春で生計を立てる少女アイリスを演じたジョディ・フォスターは、公開当時わずか13歳であったことで大きな話題を呼んだ。当然に規制が入り、彼女の前で卑猥な台詞を喋らせないようにされ、相手役は本人が目の前にいるように演技をした。彼女は、この作品でデ・ニーロとの共演で演技に開眼したと語っており、突然アドリブを入れるなど、子役として活躍してきたフォスターには刺激的な体験となった。後に、本作で第49回アカデミー助演女優賞にノミネートされ、本格的に女優としての第一歩を歩み始めた。
監督マーティン・スコセッシは、浮気した自分の妻の殺害を仄めかすタクシーの客として出演している。劇中ではデ・ニーロ演じるトラヴィスが、精神の昂揚しているスコセッシに終始無言で対応しているが、リハーサルの時には、逆にデ・ニーロが冗談半分でスコセッシのセリフにアドリブで言い返し、驚いたスコセッシは「頭が真っ白になり、言葉を返せなかった」と後に笑って語っている。

### 演出・メイク
デ・ニーロが鏡に向かい「You talkin' to me?」と呟きながら自分の鏡像に銃を向ける場面は、脚本には書かれておらず、監督とデ・ニーロが即興で練っていった。このセリフは、2005年にアメリカン・フィルム・インスティチュートが選出した「アメリカ映画の名セリフベスト100」で10位にランクインした。
終盤のデ・ニーロのモヒカンは、特殊メイクの巨匠ディック・スミスが作成したものである。ハーヴェイ・カイテルの長髪もかつらである。

## 音楽
本作が遺作となったバーナード・ハーマンによる、サックス（演奏はトム・スコット）を中心に据えた音楽も、映画の高評価に一役買った。ハーマンの死去は、最後のレコーディング・セッションが終了して12時間後のことだった。

### オリジナルサウンドトラック
- タクシードライバー
  - 2008年6月25日にBMG JAPANより1998年リマスター盤として再発売。

『TRACK LIST』
- 01.メイン･タイトル
- 02. 恵みの雨
- 03. キャブ清掃
- 04. まだ眠れない〜ベッツイーのテーマ
- 05. フォーン･コール*〜女はみな同じ〜風変わりな客〜テレビ討論〜地獄で死にゃあいい*〜ベッツィーのテーマ〜女を殴る
- 06. マグナム44*
- 07. かたをつける〜リッスン･ユー･スクリュー･ヘッズ〜ガン･プレイ*〜ディア･ファーザー･アンド･マザー〜カード〜メロドラマ*
- 08. スポーツ･アンド･アイリス*
- 09. 20ドルの鑑定〜ターゲット･プラクティス
- 10. 暗殺の企て〜虐殺のあと
- 11. 気のすすまない英雄〜ベッツイー〜エンド･クレジット

（追加演奏）
- 12. タクシー・ドライバーの日記 (アルバム･ヴァージョン)
- 13. 孤独な男 (アルバム･ヴァージョン、ウィズ･オルタナティヴ･エンディング)
- 14. タクシー・ドライバーのテーマ
- 15. アイ･ワーク･ザ･ホール･シティ
- 16. 白いドレスのベッツイー
- 17. 人生は淋しく
- 18. タクシー・ドライバーのテーマ (リプライズ)
- 曲目*付きは映画不使用
- 解説：村岡祐司、オリジナル・ライナー：マーティン・スコセッシ (翻訳：野村伸昭)
- 音楽：バーナード・ハーマン

## 評価・影響
この映画に影響されてジョン・ヒンクリーがレーガン大統領暗殺未遂事件を起こした。なお、本作自体も、1972年に起きた暴漢によるジョージ・ウォレス大統領選候補狙撃事件からインスピレーションを得たといわれている。

### 受賞・ノミネート
| 映画祭・賞                   | 部門                             | 対象                                           | 結果       |
| ---------------------------- | -------------------------------- | ---------------------------------------------- | ---------- |
| アカデミー賞                 | 作品賞                           | マイケル・フィリップス、ジュリア・フィリップス | ノミネート |
| アカデミー賞                 | 主演男優賞                       | ロバート・デ・ニーロ                           | ノミネート |
| アカデミー賞                 | 助演女優賞                       | ジョディ・フォスター                           | ノミネート |
| アカデミー賞                 | 作曲賞                           | バーナード・ハーマン                           | ノミネート |
| 英国アカデミー賞             | 作品賞                           | 『タクシードライバー』                         | ノミネート |
| 英国アカデミー賞             | 主演男優賞                       | ロバート・デ・ニーロ                           | ノミネート |
| 英国アカデミー賞             | 助演女優賞                       | ジョディ・フォスター                           | 受賞       |
| 英国アカデミー賞             | 監督賞                           | マーティン・スコセッシ                         | ノミネート |
| 英国アカデミー賞             | アンソニー・アスクィス映画音楽賞 | バーナード・ハーマン                           | 受賞       |
| 英国アカデミー賞             | 新人賞                           | ジョディ・フォスター                           | 受賞       |
| ゴールデングローブ賞         | 主演男優賞 (ドラマ部門)          | ロバート・デ・ニーロ                           | ノミネート |
| ゴールデングローブ賞         | 脚本賞                           | ポール・シュレイダー                           | ノミネート |
| カンヌ国際映画祭             | パルム・ドール                   | マーティン・スコセッシ                         | 受賞       |
| ロサンゼルス映画批評家協会賞 | 男優賞                           | ロバート・デ・ニーロ                           | 受賞       |
| ロサンゼルス映画批評家協会賞 | 音楽賞                           | バーナード・ハーマン                           | 受賞       |
| ニューヨーク映画批評家協会賞 | 男優賞                           | ロバート・デ・ニーロ                           | 受賞       |
| 全米映画批評家協会賞         | 監督賞                           | マーティン・スコセッシ                         | 受賞       |
| 全米映画批評家協会賞         | 主演男優賞                       | ロバート・デ・ニーロ                           | 受賞       |
| 全米映画批評家協会賞         | 助演女優賞                       | ジョディ・フォスター                           | 受賞       |
| ブルーリボン賞               | 外国作品賞                       | 『タクシードライバー』                         | 受賞       |
| 報知映画賞                   | 海外作品賞                       | 『タクシードライバー』                         | 受賞       |

### ランキング入り
| 媒体・団体                               | 部門                                      | 対象                                         | 順位 |
| ---------------------------------------- | ----------------------------------------- | -------------------------------------------- | ---- |
| キネマ旬報                               | 委員選出外国語映画部門ベスト・テン        | 『タクシードライバー』                       | 1位  |
| アメリカン・フィルム・インスティチュート | アメリカ映画の名セリフベスト100           | 「You talkin' to me?」                       | 10位 |
| アメリカン・フィルム・インスティチュート | アメリカ映画100年の悪役ベスト50           | トラヴィス・ビックル（ロバート・デ・ニーロ） | 30位 |
| エンパイア                               | 史上最高の映画キャラクター100人           | トラヴィス・ビックル（ロバート・デ・ニーロ） | 18位 |
| 英国映画協会                             | 評論家が選ぶ史上最高の映画100本（2012年） | 『タクシードライバー』                       | 31位 |
| 英国映画協会                             | 史上最高の映画100本（2022年）             | 『タクシードライバー』                       | 29位 |

## DVD
DVD版では、アイリスに会いに行ったトラヴィスが隠し持っていた拳銃を用心棒風の男に取り上げられるシーンがカットされている。また銃を密売人から買う場面で銃の携帯許可証を入手できないか聞くシーンがカットされている。このとき、サービスでホルスターをもらっている。
脚本担当のシュレイダーらによる音声解説や日本語吹替え音声を新規収録した本編ディスクのほかに、ロケ地のその後の様子や絵コンテと完成シーンを比較した映像を収録した特典ディスクが添付されている。

## エピソード
- ポルノ映画館の売店の女を演じた女優ダイアン・アボット（英語版）はデ・ニーロの元妻。1976年に結婚し、娘ドレナ・デ・ニーロ（英語版）をもうけるも1988年に離婚した。また、ダイアンとは後の1982年公開『キング・オブ・コメディ』（こちらもスコセッシが監督）でも共演している。
- トラヴィスがテレビ番組『アメリカン・バンドスタンド（英語版）』を観るシーンで流れる曲は、ジャクソン・ブラウンの "Late for the Sky"（『同名のアルバム』に収録）。
- ベッツィーが歌詞を引用するクリス・クリストファーソンの曲は、"The Pilgrim, Chapter 33"。2枚目のアルバム『The Silver Tongued Devil and I』（1971年）に収録されている。トラヴィスが『The Silver Tongued Devil and I』をレコード屋で買い求め、ベッツィーにプレゼントする場面もある。
- 編集スーパーバイザー（Supervising Editor）とクレジットされているマーシア・ルーカスは当時ジョージ・ルーカスの妻。スティーヴン・スピルバーグもクレジット無しで同じ編集スーパーバイザーとして参加した。
- トラヴィスが劇中、銃器を購入するが、そのうち2つのオートマティック拳銃は「コルト .25口径」と「ワルサーPPK」と説明されているが、実際に撮影で使われているのはそれぞれS&W M61エスコートとアストラ コンスターブルである。また、後にトラヴィスが射撃練習場で使用しているシーンにはそれぞれ変わっており、スターリング・アームズ ピストルとワルサーPPKになっている他、「S&W .38口径」を購入したはずのリボルバーがコルト・ディテクティブスペシャルになっている。

## 学術的参考文献
- 大勝裕史 「ヴェトナム帰還兵映画としての『タクシー・ドライバー』――ヴェトナム戦争の徴候、反復、アレゴリー」、杉野健太郎編『映画とイデオロギー』（映画学叢書[監修加藤幹郎]、ミネルヴァ書房、2015年）所収。